# Alexander-von-Humboldt-Gymnasium (Hamburg)
Das Alexander-von-Humboldt-Gymnasium (kurz: AvH) in Hamburg ist ein öffentliches Gymnasium im Stadtteil Wilstorf. Es wurde 1956 zunächst als Wissenschaftliche Oberschule für Jungen Wilstorf gegründet. Seit 1959 trägt es den Namen des deutschen Naturforschers und Geographen Alexander von Humboldt.

## Schulgründung
Die „Wissenschaftliche Oberschule für Jungen Wilstorf“ bestand zuerst nur aus 7 Lehrern und ungefähr 150 Schülern. Sie war für die ersten sechs Monate nach ihrer Gründung im April 1956 in den Räumlichkeiten des Friedrich-Ebert-Gymnasiums in Hamburg-Heimfeld untergebracht. Angesichts der Entstehung zahlreicher neuer Wohngebiete in den südlichen Teilen des Bezirkes Harburg, wurde die gesamte Schule noch im September 1956 zum Hanhoopsfeld verlagert, um die schulische Versorgung der Neubaugebiete zu gewährleisten. Zum hundertsten Todestag des Naturforschers Alexander von Humboldt bekam die Schule am 6. Mai 1959 auf Beschluss des Hamburger Senats den Namen Alexander-von-Humboldt-Gymnasium.

## Bebauung

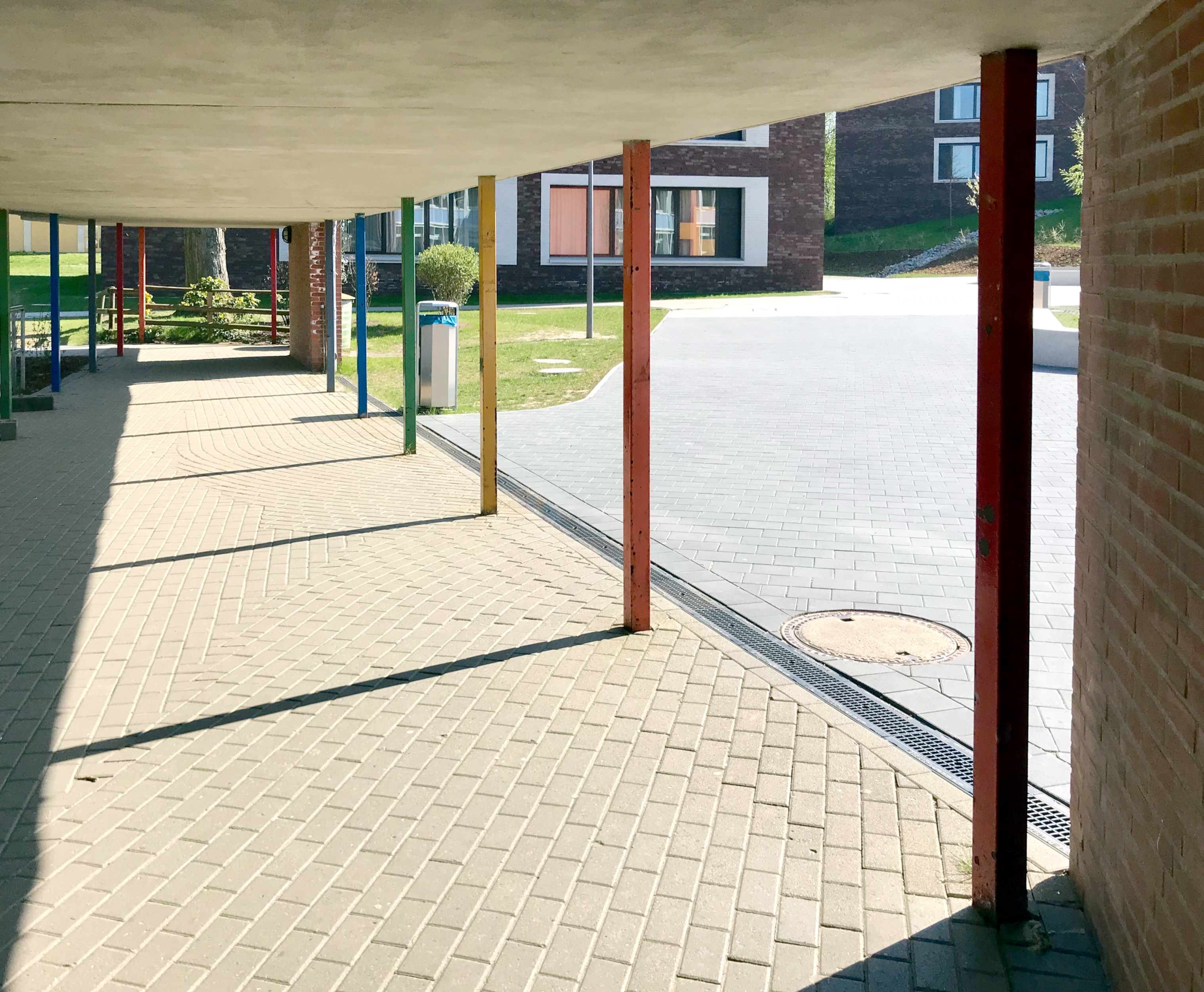
Laubengang, im Hintergrund die Schulneubauten

Einhergehend mit der starken Bebauung des Hamburger Südens in den 1950er Jahren ist der Schulkomplex des Alexander-von-Humboldt-Gymnasiums typisch für die Stadtentwicklung in der Nachkriegszeit. Zunächst bestand die Schule nur aus provisorischen Bauten. 1959 begann der Bau fester Schulgebäude, die zum größten Teil bis heute bestehen. Für diesen Teil wurden vorrangig Serienbautypen des Hamburger Hochbauamts verwendet. Eine architektonische Besonderheit ist der rechteckige Pausenhof, der zwischen Fachklassentrakten, Verwaltungstrakt und Sporthalle liegt und so vollständig von Gebäuden umgeben ist. Sämtliche ursprünglichen Baukörper waren mit überdachten, ebenerdigen Laubengängen verbunden, was typisch für die Bauart der damaligen „Pavillonschule“ ist. Das kontinuierliche Schulwachstum in den folgenden fünfzig Jahren sorgte für den Bau von vielen zusätzlichen Pavillons, um weiteren Klassen Raum zu schaffen. 2005 wurde der Fachtrakt erweitert, um vor allem Fachräume für die Geographie und weitere Klassenräume zu bieten. Anfang 2016 wurde zunächst der Musikpavillon abgetragen, danach wurde begonnen, auch alle Pavillons abzureißen. Im Herbst 2017 konnte ein neues mehrstöckiges modernes Klassenraumgebäude bezogen werden. Im Februar 2019 wurde die neue Mehrzweckhalle, die „Arena“, fertiggestellt, sie wird zusammen mit der benachbarten Lessing-Stadtteilschule genutzt. Neben geräumigen Musik- und Theaterfachräumen bietet sie eine große Mensa zum Mittagessen sowie eine Bühne.

## Schulleiter
- 1956–1976: Dr. Gerhard Schumacher
- 1976–1987: Dr. Heinrich Walther
- 1987–2001: Krista Ernst-Fischer
- 2001–2009: Jürgen Marek
- 2009–2016: Matthias Peters
- seit 2016: Sabine Hansen

## Projektarbeit und Nachhaltigkeit
Seit dem Beginn der neunziger Jahre des 20. Jahrhunderts engagiert sich das Alexander-von-Humboldt-Gymnasium vor allem im Bereich der Nachhaltigkeit im Sinne der Agenda 21. Seit 1994 trägt die Schule das Prädikat Umweltschule in Europa. Bedingt durch die Einrichtung eines „Nachhaltigkeitsaudits“ im Sinne der EMAS und die erfolgreiche Ausführung der „fifty-fifty-Projekte“ zum Energie- und Wassersparen sowie der effizienten Abfallvermeidung und anderer Projekte in den Bereich „Nachhaltiges Handeln“ und „Klima- und Umweltschutz“ konnte die Schule im Jahr 2017 zum 23. Mal in Folge diese Auszeichnung gewinnen.
Die Schule bekennt sich in ihrem Schulprogramm zur „nachhaltigen Entwicklung im Sinne der Agenda 21“. Aus diesem Grunde nehmen die Schüler aktiv an zahlreichen Projekten zur Förderung von Umweltbewusstsein und Nachhaltigkeit teil. Seit 2005 findet im Frühjahr regelmäßig das Projekt „Lebendige Engelbek - Lernen im Fluss“ statt, in dem Schüler der 5. Klassen und der Oberstufen-Profilkurs „Nachhaltigkeit in Natur und Gesellschaft“ ein Stück eines nahe gelegenen Baches im Sinne der Europäischen Wasserrahmenrichtlinie renaturieren. 2009 nahm die Körber-Stiftung dieses Projekt in die Aktion „Anstiften! 50 Impulse für Hamburg“ auf, 2012 wurde es mit dem Hamburger Bildungspreis ausgezeichnet.
Da Nachhaltigkeit nicht nur aus der ökologischen Dimension besteht, versucht das Alexander-von-Humboldt-Gymnasium ebenfalls, das soziale Bewusstsein seiner Schüler zu stärken. In den Jahren 2000 bis 2005 pflegte das Gymnasium eine Partnerschaft mit einer Schule in Gambia. Im Laufe des Projektes „Gambia unter Strom“ besuchten Gruppen aus Lehrern und Schülern mehrmals die afrikanische Partnerschule, um dort eine Solaranlage aufzustellen und ihr so die Versorgung mit elektrischer Energie zu gewährleisten. Seit 2005 nimmt das Alexander-von-Humboldt-Gymnasium am Comenius-Programm teil.
In den letzten Jahren arbeitet das Alexander-von-Humboldt-Gymnasium verstärkt mit Zeitzeugen zusammen. Im Rahmen dieser Kooperation entstand 2004 unter dem Namen „Ich war Hitlerjunge Salomon“ ein Theaterstück über das Leben des Salomon Perel, der bei der Premiere selbst anwesend war und mit dem das Gymnasium bis zu seinem Tod im Jahr 2023 eine besonders enge Partnerschaft pflegte.
Im Jahr 2007 brachte eine Schülerfirma des Alexander-von-Humboldt-Gymnasiums unter dem Titel „Weitergelebt – 7 jüdische Schicksale im Zweiten Weltkrieg“ eine Sammlung von Erinnerungen Holocaust-Überlebender heraus. Das Buch wird über die Schule vertrieben und ist auch deutschlandweit über Buchhandlungen erhältlich.
Im Sinne sozialer Nachhaltigkeit erstellten einige Schüler des Alexander-von-Humboldt-Gymnasiums zudem ein zum Zeitzeugenbuch passendes Unterrichtskonzept, damit das Zeitzeugenbuch auch direkt in den laufenden Schulunterricht eingesetzt werden kann.
Im Jahr 2008 brachte eine Theatergruppe des Gymnasiums mit ihrem Stück „Zukunft positiv“ die HIV-Problematik auf die Bühne. Genau wie „Hitlerjunge Salomon“ und „Weitergelebt“ wurde dieses Projekt mit dem Bertini-Preis ausgezeichnet.
Als Anerkennung für diese Projektarbeiten zur Förderung des Nachhaltigkeitsgedankens wurde die Schule durchgehend in Folge als Projekt der UN-Dekade „Bildung für nachhaltige Entwicklung“ geehrt.

## Auszeichnungen
- „Umweltschule in Europa – Internationale Agenda 21 Schule“ (seit 1994 in Folge bis heute)
- „Schule mit vorbildlicher Berufsorientierung“ der BSB, SchuleWirtschaft und der Bundesagentur für Arbeit (seit 2003 in Folge bis heute)
- „Bertini-Preis“ (2004, 2008 (doppelt), 2012 und 2014)
- Projekt der UN-Dekade „Bildung für nachhaltige Entwicklung“ (die gesamte Laufzeit 2005–2015)
- „Hanse-Umweltpreis“ des NABU (2. Platz 2012)
- „Hamburger Bildungspreis“ der Hamburger Sparkasse und des Hamburger Abendblatts (2012)
- „Klimaschule“ (seit 2012 in Folge bis heute)
- „MINT-freundliche Schule“ (seit 2012 in Folge bis heute)
- „Deutscher Schulpreis 2012“ der Robert Bosch Stiftung und der Heidehof Stiftung (Nominierung 2013)
- „Umweltpreis“ der Norddeutsche Stiftung für Umwelt und Entwicklung (2019)[1]

## Naturwissenschaften
Am Alexander-von-Humboldt-Gymnasium werden die naturwissenschaftlichen Fächer Mathematik, Physik, Chemie, Biologie und Informatik unterrichtet. Zur Talentförderung gibt es außerhalb der Unterrichtszeiten zusätzliche Angebote wie die „Physik-AG“ oder das „Offene Labor“. In der Vergangenheit erzielten Schülergruppen des Alexander-von-Humboldt-Gymnasiums mehrfach große Erfolge im Landeswettbewerb „Jugend forscht“ und im Hamburger Wettbewerb „Natex“ (naturwissenschaftliches Experimentieren).

## Fremdsprachen
Am Alexander-von-Humboldt-Gymnasium werden die Fremdsprachen Englisch (ab der 5. Klasse), Latein/Französisch/Spanisch (ab der 6. Klasse) unterrichtet. Schülergruppen erzielten bereits mehrfach Erfolge im „Hamburger Fremdsprachenwettbewerb“.

## Bekannte Ehemalige
- Uwe Reuter (1934–2011), Fußballspieler (HSV), lehrte hier als Sport- und Englischlehrer
- Matthias Habich (* 1940), Schauspieler
- Otto Lukat (* 1947), Politiker
- Karl-Peter Naumann (* 1950), Ehrenvorsitzender des Fahrgastverbandes Pro Bahn
- Jens-Peter Voss (* 1953), Diplomat
- Wolfgang Ellenberger (* 1955), Pianist, Dirigent, und Arzt
- Birte Gutzki-Heitmann (* 1977), Politikerin (SPD), MdHB
- Patrick Velte (* 1980); Ökonom und Hochschullehrer
- Jens Duve (* 1962), Fußballspieler
- Heinz Strunk (* 1962), Autor, Komiker, Musiker
- Sandra Keck (* 1967), Schauspielerin
- Ronja Hilbig (* 1990), Sängerin